# Girder
Girder è un personaggio dei fumetti DC Comics. È un supercriminale nemico di Flash (Wally West). Comparve per la prima volta in Flash: Iron Heights (2001).

## Storia
Il metalmeccanico Tony Woodward causò una rivolta in un impianto di acciaio dopo aver assalito un'impiegata. I suoi colleghi, arrabbiati, lo gettarono in un catino di acciaio fuso. Il liquido includeva degli scarti provenienti dagli esperimenti dei Laboratori S.T.A.R..Questi scarti in qualche modo mutarono il corpo di Tony in metallo vivente, che ottenne così l'abilità di trasformare il proprio corpo in un quasi indistruttibile "acciaio organico", un'incredibile resistenza e una forza super umana. Lo svantaggio maggiore,era che il suo corpo di acciaio, cominciò a diventare vulnerabile quando in mancanza di ossigeno,Tony tornava nella sua forma umana. Fu quindi catturato da Flash (Barry Allen), ed imprigionato ad Iron Heights.
Dopo essere evaso da Iron Heights, si unì a Blacksmith e ai suoi alleati per conquistare le città gemelle di Keystone e Central City. Mentre un membro della squadra, Magenta utilizzò i suoi poteri per evitare che Girder fosse in assenza di ossigeno, lui invece si sentì attratto da lei e cominciò ad avanzare delle attenzioni non corrisposte.
Durante Crisi infinita, Girder fu parte della Società segreta dei supercriminali di Alexander Luthor Jr. (che impersonava Lex Luthor).
Un anno dopo, Girder fu visto scontrarsi con i Teen Titans, ma venne sconfitto. Lo si vide poi in Salvation Run e nella miniserie DC Special: Cyborg, dove si unì alla Squadra di Vendetta su Cyborg.
Girder fu tra i criminali che attuarono un'imboscata alla Justice Society of America guidata da Tapeworm.

## Poteri e abilità
Il potere di Girder consiste nella capacità di trasformare a comando tutti i suoi tessuti in una sorta di "metallo organico". Una volta trasformato, il suo corpo cresce in altezza e peso e amplifica a livelli sovrumani la propria forza e resistenza. Inoltre, quando si trasforma, non necessita di cibo o acqua per sopravvivere. Tuttavia, se trasformato, diviene vulnerabile alla mancanza di ossigeno; pertanto, in presenza di assenza di ossigeno, tende istintivamente a riassumere la sua forma di base. La sua resistenza nello stato metallico gli permette di resistere quasi a ogni tipo di impatto o raggio o missile che sia anche in alcuni casi con una certa disinvoltura, ma nonostante la sua corazza alcuni impatti sono sentiti se sono di particolare potenza, tipo un'esplosione di grossa gittata, ma nonostante questo non ne rimarrebbe ferito, solo spossato.

## Altri media

### Film
- Girder comparve nel film animato Superman/Batman: Public Enemies. È uno dei super criminali che attacca Superman e Batman.

### Televisione
- Tony Woodward appare nella serie televisiva The Flash, interpretato dall'attore Greg Finley. Il criminale ha dei poteri abbastanza simili a quelli della sua versione cartacea, viene sconfitto da Barry Allen, grazie anche all'aiuto di Iris West. Successivamente Tony viene ucciso dal metaumano Farooq Gibran. Rinascerà in un episodio della seconda stagione sotto forma di zombie,ma Barry lo ucciderà nuovamente con un dispositivo dei Laboratori Star.

### Fumetti
- Girder comparve in Justice League Unlimited n. 16. In questo numero, evase da Iron Heights per visitare la sua famiglia sotto Natale, ma fu fermato dalla Justice League, ed in particolare da Atom Smasher.